# Миронова, Елена Владимировна
Елена Владимировна Миронова (1908—1974) — советский монтажёр первой категории, работник киностудии «Ленфильм» с 1928 по 1968. Член Союза кинематографистов СССР.

## Биография
Елена Владимировна Миронова родилась 4 ноября 1908 года в семье капитана 2-го ранга Российского Императорского флота в городе Либава.

В 1928 году начала работать на киностудии «Ленфильм».
С 1941 по 1943 год трудилась в оборонном цехе на территории киностудии «Ленфильм».

## Фильмография

### Монтажёр
- 1933 — Песнь о счастье
- 1934 — Чапаев — ассистент режиссёра по монтажу
- 1935 — Горячие денёчки
- 1936 — Федька
- 1938 — Детство маршала
- 1939 — Случай на полустанке
- 1940 — Музыкальная история
- 1941 — Приключения Корзинкиной
- 1947 — Новый дом
- 1948 — Далёкая невеста
- 1949 — Счастливого плавания
- 1953 — Честь товарища
- 1955 — Когда наступает вечер
- 1955 — Гвоздь программы
- 1956 — Медовый месяц
- 1957 — На переломе
- 1958 — Шофёр поневоле
- 1959 — Андрейка
- 1960 — Осторожно, бабушка!
- 1961 — Девчонка, с которой я дружил
- 1962 — Если позовёт товарищ
- 1963 — Мандат
- 1964 — Барбос в гостях у Бобика
- 1965 — На одной планете
- 1966 — Его звали Роберт
- 1968 — Мёртвый сезон

## Награды
- Медаль «За доблестный труд в Великой Отечественной войне 1941—1945»
- Медаль «За оборону Ленинграда» (1946)